# Homo erectus soloensis
Homo erectus soloensis, comunemente detto Uomo di Solo è considerato generalmente come una sottospecie di Homo erectus; in passato è stato classificato come Homo sapiens soloensis.

## Ritrovamenti
I primi resti di questo particolare ominide sono stati rinvenuti nel sito di Ngadong, un villaggio lungo il fiume Solo (da cui il nome), sull'isola indonesiana di Giava, tra i quali il cranio classificato Ngandong 7, ritrovato nel 1932.
La sua morfologia era simile a quella dell'Homo erectus, ma la sua cultura era insolitamente avanzata.. Ciò confuta quelle teorie, finora ritenute valide, che facevano l'Homo erectus ancora poco progredito in termini di linguaggio e innovazione. In base agli utensili ritrovati e alla struttura minuta, fu classificato inizialmente come una sottospecie di Homo sapiens (chiamata Javanthropus): benché di corporatura più minuta, era però in grado di fabbricare utensili complessi e fu ritenuto l'antenato dei moderni aborigeni australiani. Studi più approfonditi hanno elaborato la classificazione attuale e escluso quest'ultima ipotesi. L'analisi di 18 crani provenienti da Sangiran, Trinil, Sambungmacan e Ngandong, permettono di comprendere lo sviluppo cronologico dal periodo Bapang-AG al Ngandong.
I paleontologi ritengono che l'H. e. soloensis, nonostante l'estinzione delle altre sottospecie di Homo erectus avvenuta circa 400.000 anni fa, riuscì a sopravvivere sino a 50.000 anni fa nell'isola di Giava, quando fu probabilmente soppiantato dalle popolazioni locali di Homo sapiens.